# Gare de Chessy (Rhône)
Ne doit pas être confondu avec Gare de Marne-la-Vallée - Chessy.
La gare de Chessy est une gare ferroviaire française située sur la commune de Chessy dans le département du Rhône et la région Auvergne-Rhône-Alpes.

## Service des voyageurs

### Accueil
Halte SNCF, c'est un point d'arrêt non géré (PANG) à entrée libre.

### Desserte
Chessy est desservie par des trains du réseau TER Auvergne-Rhône-Alpes (ligne Paray-le-Monial - Lyon).